# Georg Talbot
Georg Talbot (* 16. Februar 1864 in Aachen; † 6. August 1948 ebenda) war ein deutscher Eisenbahningenieur und Unternehmer sowie ein Förderer des Pferdesports.

## Leben und Wirken
Georg Talbot war der Sohn des Leiters der Waggonfabrik Talbot, Kommerzienrat  Carl Gustav Talbot (1829–1899), und dessen Ehefrau Clémence geb. Piedbœuf (1835–1912), Tochter des Industriellen Jean Pascal Piedbœuf (1813–1879), dem Gründer des Eisenblech-Walzwerks Piedboeuf, Dawans & Co. und des Röhrenwerks J. P. Piedboeuf & Co., beide in Düsseldorf-Oberbilk sowie königlich belgischer Konsul in Aachen. Nach seinem Studium der Ingenieurwissenschaften an der Technischen Hochschule Karlsruhe und der Technischen Hochschule Aachen und seiner Praktikantenzeit in Belgien und Großbritannien 1887 trat Georg Talbot in die von seinem Großvater Johann Hugo Jakob Talbot (1794–1850) gegründete Aachener Waggonfabrik ein und leitete diese nach dem Tod seines Vaters in dritter Generation bis zu seinem Tod. Anschließend wurde das Unternehmen von seinem Sohn Richard Talbot (1896–1987) als Geschäftsführer weitergeführt, der es wiederum seinem Neffen Kurt Capellmann übertrug.
1891 erhielt Georg Talbot sein erstes Patent auf den Talbot-Selbstentlader. Die Konstruktion dieses Wagens ermöglichte über alle bisherigen Entwicklungen hinaus eine vollständige automatische Entladung des Schüttguts (z. B. Erz, Kohle, Kies oder landwirtschaftliche Produkte wie Kartoffeln oder Rüben) beiderseits der Schienen, die aufwendige manuelle Entladung oder das Kippen des ganzen Wagens wurden dadurch überflüssig. Diese Wagenbauart und ihre Weiterentwicklungen konnten sich weltweit durchsetzen und stellten für ein Jahrhundert eine der wirtschaftlichen Säulen der Waggonfabrik Talbot dar.
Dass Georg Talbot der Aachener Wirtschaft und Technischen Hochschule eng verbunden war, fand seinen Ausdruck darin, dass er von 1914 bis 1924 Präsident der Aachener Industrie- und Handelskammer war und von der Rheinisch-Westfälischen Technischen Hochschule Aachen mit der Ehrendoktorwürde (als Dr.-Ing. E. h.) und später (1934) mit der Ehrensenatorwürde ausgezeichnet wurde. Darüber hinaus war Talbot 1921 für die DVP Abgeordneter des Rheinischen Provinziallandtags. Er war auch Mitglied des Vereins Deutscher Ingenieure (VDI) und des Aachener Bezirksvereins des VDI.
Außerhalb seines beruflichen Engagements war Talbot ein der Kultur und dem Pferdesport verbundener Mensch. Musisch vielseitig interessiert, war er nicht nur ein kenntnisreicher Sammler und Spieler alter Meistergeigen, sondern auch Gründer eines Aachener Männerchores und eines kleinen Hausorchesters. Darüber hinaus gehörte er der Erholungs-Gesellschaft Aachen 1837 und dem Club Aachener Casino an. Seine Leidenschaft zum Pferdesport band ihn frühzeitig an den Aachen-Laurensberger Rennverein, dem er bis zum Lebensende einer der bedeutendsten Förderer blieb. Auf den von diesem Verein ausgerichteten Turnieren war er mit seinen Viererzügen ein aktiver wie vor allem auch erfolgreicher Fahrer. Seit 1928 wurde auf seine Initiative hin im Rahmen der Vielseitigkeitsprüfung ein gestifteter Talbot-Preis ausgeritten.
Darüber hinaus engagierte sich Talbot maßgeblich im sozialen Bereich und verwaltete beispielsweise zusammen mit seinen Geschwistern die nach ihrer Mutter benannte Stiftung für kranke und erholungsbedürftige Kinder minderbemittelter Stände aus Aachen. Aus deren Stiftungsvermögen wurde unter anderem 1916 der Neubau einer Kindererholungsstätte finanziert, der daraufhin als Talbotheim getauft und später in Maria im Tann umbenannt wurde. Außerdem finanzierte er 1935 zusammen mit seinem Sohn Richard eine betriebliche Siedlungsgemeinschaft am Fuße des Lousbergs, die mehrere hundert Häuser umfasst und den Namen Talbothof erhielt. 
Georg Talbot führte den Ehrentitel Geheimer Kommerzienrat.

## Familie
Georg Talbot war verheiratet mit Eugénie geb. Piedboeuf (1868–1921), Tochter des Dampfkesselfabrikanten und belgischen Konsuls in Aachen Eugène Piedboeuf (1837–1903) und der Maria Piedboeuf geb. Philips (1842–1904) aus den Niederlanden. Mit Eugénie hatte Georg neben den bereits erwähnten Richard noch den Sohn Herbert (1906–1977) und die Tochter Georgette (1893–1991). Diese heiratete den Verleger Paul Capellmann (1887–1947) und wurde später selbst Verlegerin des Prestel-Verlags. Deren Sohn Kurt Capellmann wurde nach Richard Talbot Inhaber der Waggonfabrik und war darüber hinaus ein bedeutender Dressurreiter und Vater der heute ebenfalls erfolgreichen Dressurreiterinnen Gina Capellmann-Lütkemeier und Nadine Capellmann.
Bereits 1914 erwarb Georg Talbot für die Familie westlich von Aachen an der Straße nach Eupen ein altes Gut, welches er bis 1925 von dem Architekten Fritz Bräuning im englischen Stil und mit zahlreichen Stallungen versehen neu aufbauen ließ. Noch heute leben auf diesem zum Teil unter Denkmalschutz stehenden Gut Grenzhof mit seinem idealen Reit- und Fahrgelände seine Nachkommen. Georg Talbot wurde in der Familiengruft auf dem Aachener Ostfriedhof bestattet.

## Ehrungen
- 1914: Ehrendoktorwürde der RWTH Aachen
- 1924: Ehrenbürger der RWTH Aachen
- 1934: Ehrensenator der RWTH Aachen
- Namensgebungen ihm zu Ehren und Gedenken:
  - Talbothalle als Turn- und Versammlungshalle auf dem Campus (1914)
  - Talbotheim, ein Erholungsheim für Kinder im Aachener Stadtwald
  - Talbotstiftungen, Stiftungen für bedürftige Mitglieder des städtischen Orchesters (1916) und für die Handelskammer Aachen weiterzureichen für gemeinnützige und soziale Zwecke (1917)
  - Talbotstraße in Aachen (1930)
  - Talbothof, betriebliche Siedlungsgemeinschaft an der Jülicher Straße, die mehrere hundert Häuser umfasst und die Georg Talbot 1935 zusammen mit seinem Sohn Richard finanziert hat
  - Geheimrat-Talbot-Gedächtnispreis für Vielseitigkeitsfahrer beim CHIO Aachen (ab 1957)